# Pogonota barbata
Pogonota barbata är en tvåvingeart som först beskrevs av Zetterstedt 1838.  Pogonota barbata ingår i släktet Pogonota och familjen kolvflugor. Arten är reproducerande i Sverige. Inga underarter finns listade i Catalogue of Life.